# Giovanni Hunyadi
Giovanni Hunyadi, in ungherese Hunyadi János, o in romeno Ioan de Hunedoara (Cluj-Napoca, 1407 circa – Zemun, 11 agosto 1456), è stato un condottiero e politico ungherese.
Acquistò fama combattendo i Turchi a Varna (1444) e Belgrado (1456). Fu voivoda di Transilvania (1441-1456), capitano generale (1444–1446) e poi reggente del Regno d'Ungheria (1446–1453).

## Genealogia
Le origini della famiglia Hunyadi sono oggetto di dibattito tra gli storici. Quindi dal padre Vajk (nome pagano di Santo Stefano d'Ungheria), figlio di Serb, sarebbe cumano oppure, come sostenuto da Johannes de Thurocz e Antonio Bonfini, valacco. Si trattava di un uomo distintosi al servizio dell'imperatore e re d'Ungheria Sigismondo, ricompensato per i servigi resi con il titolo di conte di Hunyad e con la signoria sul maniero locale. Fu così che Vasile divenne Vasile de Hunedoara (Hunyadi in ungherese).
La madre di Giovanni fu, secondo alcuni, Elisabetta (Erzsébet) di Cinciș (Csolnakos in ungherese), figlia di un piccolo nobiluomo rumeno  originario di Hunyad (Hunedoara), in Transilvania. Secondo altre fonti la madre di Giovanni si sarebbe invece chiamata Erzsébet Morzsinay, altra nobildonna ungherese, ma questa tesi venne smentita già nel XIX secolo dallo studioso János Karácsonyi. Quale che sia la corretta soluzione al diverbio relativo all'onomastica corretta di Elisabetta, è chiaro che si trattasse di una rampolla della piccola nobiltà il cui matrimonio con Vajk garantì appoggi politici e maggior stabilità territoriale al fresco conte di Hunyad.
Le glorie ammassate in vita da Giovanni Hunyadi spinsero i suoi successori, primo fra tutti il figlio Mattia Corvino, a ripulire la memoria del grande cavaliere dal marchio infamante dell'"arrivista". Già nella seconda metà del XV secolo fiorirono così colorite leggende che cercarono di inquadrare Vasile padre di Giovanni, quale discendente decaduto di antiche casate (lo si volle discendente della Gens romana dei Corvini o degli Unni). Cronisti al servizio di Mattia Corvino arrivarono a presentare Giovanni quale figlio illegittimo dell'imperatore Sigismondo e di Erzsébet Morzsinay.

## Biografia

### Il Cavaliere Bianco

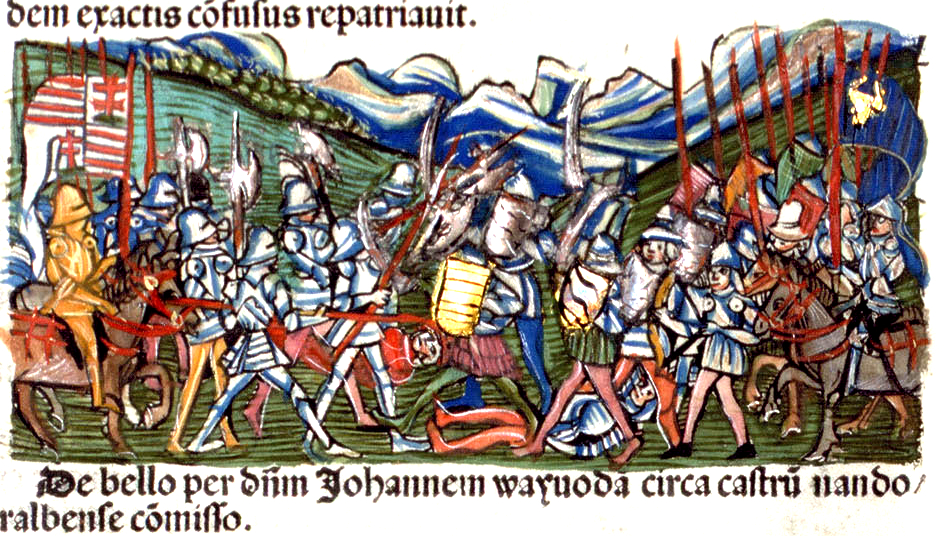
János Hunyádi nelle campagne contro gli ussiti – cronica di Johannes de Thurocz

Fin da giovane, Hunyadi si schierò al fianco di Sigismondo di Lussemburgo. Accompagnò il monarca a Francoforte nel 1410, quando Sigismondo difese i suoi diritti alla corona imperiale. Fu tra i primi ad aderire all'Ordine del Drago, confraternita politico-militare rifondata dall'imperatore per supportarlo nella difesa dei confini orientali della cristianità. Come membro dei “Draghi”, Giovanni si distinse nelle lotte contro l'eresia hussita nel 1420. Militò tra i ranghi del protettore del Banato, il condottiero italiano Filippo Buondelmonti degli Scolari (Pippo Spano), signore di Orșova. Tra il 1431 ed il 1433 Giovanni entrò nel seguito del duca di Milano Filippo Maria Visconti. Passò poi agli ordini diretti di Sigismondo, combattendo contro i turchi nell'assedio di Smederevo del 1437.
Per i servigi resi all'Impero, Giovanni ottenne onori, titoli ed un posto nel consiglio imperiale. Nel frattempo, Hunyadi rafforzò la sua posizione nelle terre ungheresi sposando nel 1432 la nobildonna Erzsébet Szilágyi (c. 1410-1483), rampolla di una famiglia con domini presso l'attuale regione ungherese del Szilágy). Dall'unione sarebbero nati due figli: László e Mattia.
Nel 1438 il successore di Sigismondo, Alberto II lo nominò ’’ban’’ di Severin al fine di garantire a quei territori, pericolosamente vicini alla sfera d'influenza turca, una capace guida militare.
Alla morte di Alberto II d'Asburgo (1439), Hunyadi risolse di appoggiare la candidatura a re d'Ungheria del giovane Ladislao III di Polonia a discapito dell'erede di Alberto, l'infante Ladislao il Postumo: la scelta era primariamente giustificata dal bisogno, per le terre ungheresi, di un giovane re guerriero e non di un neonato nelle grinfie della madre (Elisabetta di Lussemburgo) e del tutore, Ulrico di Celje. Ladislao II ricompensò Giovanni con cariche principesche: lo fece protettore del Banato, principe (voivoda) di Transilvania e signore dell'importante fortezza di Belgrado.

### Le lotte nei Balcani
Nel 1440 il Cavaliere Bianco ottenne una prima significativa vittoria contro i turchi del sultano Murad II in Bosnia. Nel 1441 gli Ottomani, ormai padroni di Smederevo, scacciarono dalla Serbia Hunyadi e gli altri combattenti cristiani. Nel 1442, presso Nagyszeben, Giovanni sconfisse un esercito ottomano in notevole vantaggio numerico. Poco dopo attaccò la Valacchia, ripulendola dai turchi e spodestando il voivoda Vlad II Dracul, alleato del sultano, per sostituirlo con il filo-ungherese Basarab II di Valacchia. Una terza armata turca venne sbaragliata da Giovanni presso le Porte di ferro nel luglio del 1443.
Ormai tedoforo della lotta cristiana ai turchi, Giovanni si adoperò per dare una svolta alla crociata bandita da papa Eugenio IV contro gli ottomani. Con l'appoggio del suo re, Hunyadi intraprese una campagna di riconquista dei Balcani.
Al comando dell'avanguardia crociata, Giovanni entrò nei Balcani presso Ihtiman (“I cancelli di Traiano”), riconquistò Niš, sconfisse tre armate turche, conquistò Sofia e, ricongiuntosi al grosso delle forze ungheresi, sconfisse lo stesso Murad presso Snaim. Nel febbraio del 1444 l'esercito crociato riparò a Costantinopoli, dopo aver ormai seriamente compromesso le posizioni turche in Bosnia, Erzegovina, Serbia, Bulgaria e Albania.
I successi della prima fase della spedizione convinsero molti potentati ad allearsi a Ladislao e Giovanni: Đurađ Branković despota di Serbia, Scanderbeg principe d'Albania; Mircea II di Valacchia (seppur suo padre Vlad II fosse ancora alleato dei Turchi). Mentre fervevano i preparativi, supervisionati dal messo papale Giuliano Cesarini, lo stesso sultano mandò al campo di Seghedino degli ambasciatori per negoziare la pace. Murad propose a re Ladislao una tregua di dieci anni dai termini molto vantaggiosi ma il cardinal Cesarini convinse i crociati a fingere di accettare l'accordo in funzione di un attacco successivo. Fu Giovanni Hunyadi ad impegnarsi con il sultano nel nome del suo re.

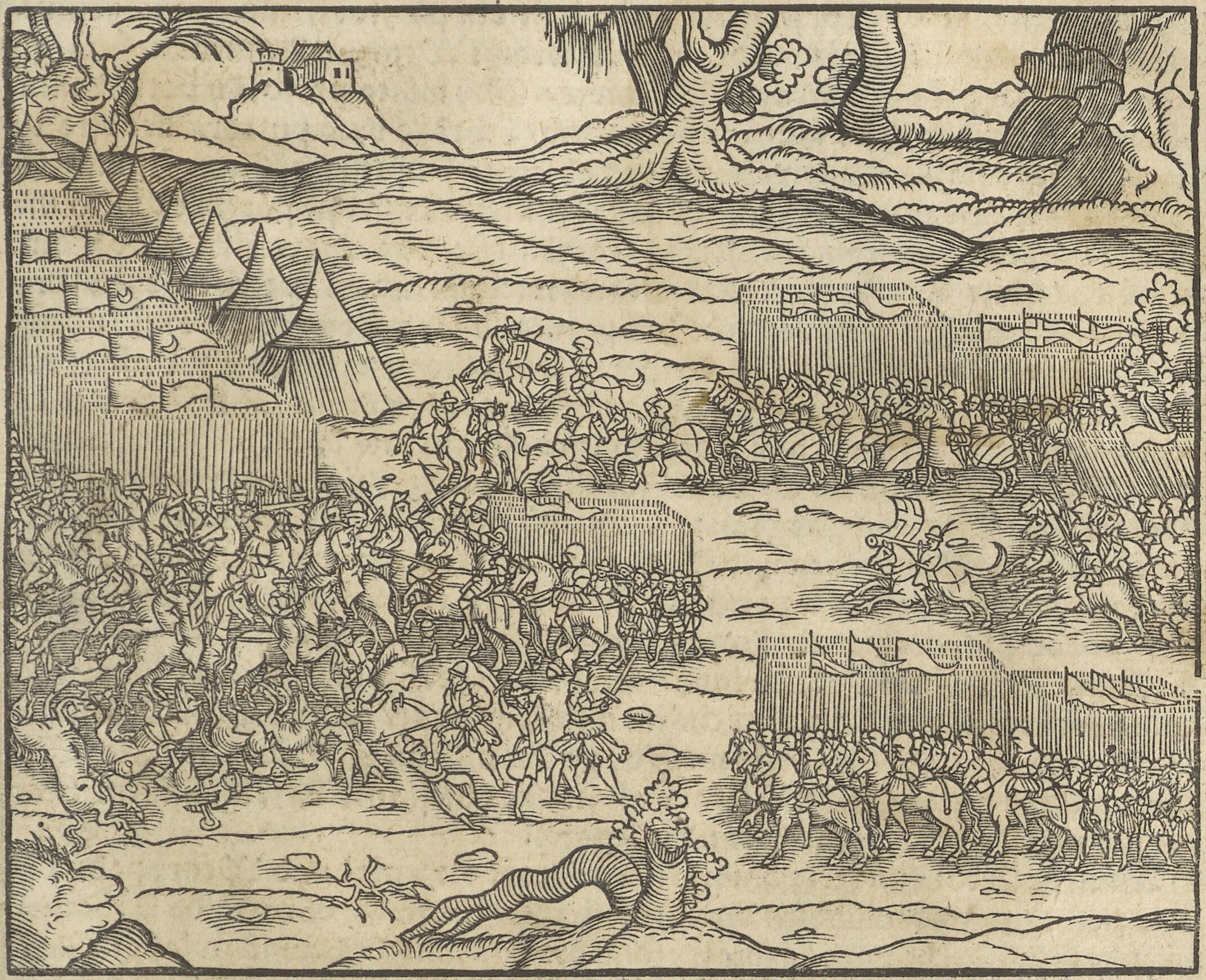
La Battaglia di Varna descritta nella cronaca di Martin Bielski

### La Battaglia di Varna
Due giorni dopo l'accordo di Seghedino, Cesarini ricevette notizia che una flotta veneta era partita per il Bosforo al fine di evitare il ritorno dei turchi in Grecia: Murad era infatti riparato in Anatolia. Sobillato dal cardinale, Ladislao decise di muovere contro il turco ed in luglio il suo esercito mosse verso Costantinopoli seguito da presso dalle galee veneziane.
Branković, temendo l'ira del sultano, boicottò la missione: avvisò segretamente Murad del voltafaccia di Ladislao ed impedii a Scanderbeg di seguire l'esercito crociato. Avvisato della minaccia e supportato dai genovesi, rivali di Venezia, Murad sbarcò il suo esercito in Europa. Giunti a Varna, i crociati si trovarono di fronte l'armata ottomana al completo.
Il 10 novembre 1444, Giovanni Hunyadi, con la metà delle forze ungheresi, mise in scacco l'esercito di Murad. Il vantaggio guadagnato dal Cavaliere Bianco venne però sprecato dal giovane Ladislao: il re, rimasto alla retroguardia, si gettò nella mischia con il resto della truppa ma si schiantò contro i Giannizzeri di Murad che lo fecero a pezzi. Caduto il loro re, gli ungheresi si diedero alla fuga, massacrati dai turchi. Lo stesso Giovanni scampò a stento alla cattura. I superstiti crociati ripararono oltre il Danubio sotto il comando di Mircea II di Valacchia, mentre pare che Giovanni venne catturato dal padre di Mircea, Vlad Dracul, che lo liberò previo riscatto.

### Reggente del Regno d'Ungheria
Scomparso re Ladislao III sul campo di Varna, la dieta dei nobili ungheresi elesse cinque capitani cui affidò il comando del Paese: a Giovanni spettò il controllo sulla Transilvania e sulle terre bagnate dal Tibisco (attuale Crișana romena). L'anarchia che derivò dalla spartizione del regno spinse ben presto alla nomina di un reggente che governasse per conto del nuovo re, Ladislao V (Ladislao il Postumo): venne nominato Hunyadi il 5 giugno del 1446. Il neoeletto reggente mosse allora contro l'imperatore Federico III, che teneva il giovane re Ladislao prigioniero. Hunyadi saccheggiò la Stiria, la Carinzia, la Carniola ed arrivò persino a minacciare Vienna ma venne costretto a siglare una tregua di due anni con Federico.

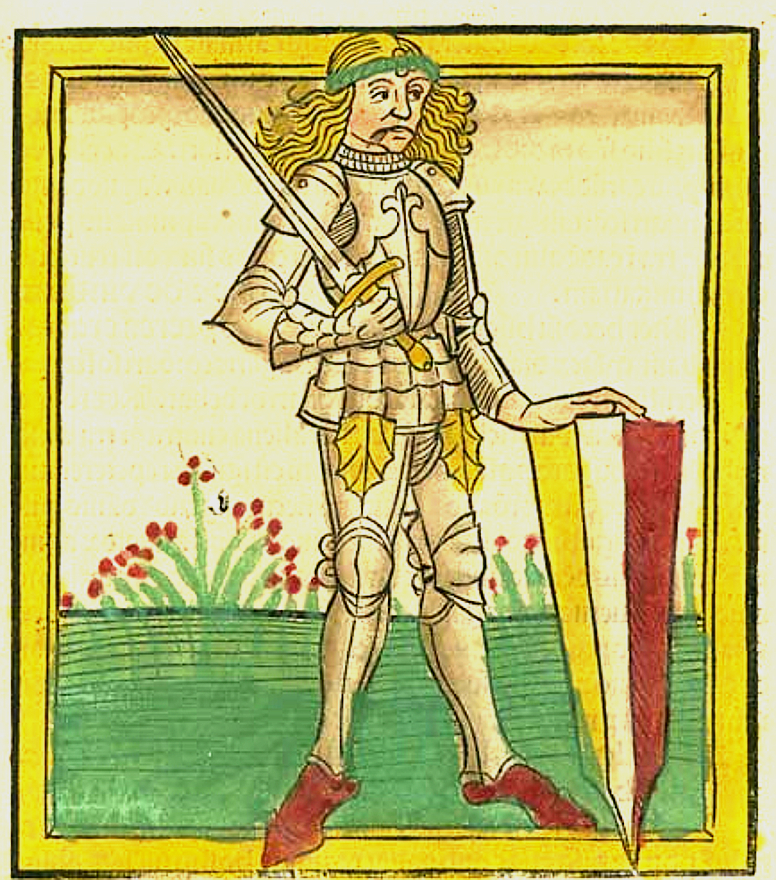
János Hunyádi in un'incisione di Johannes de Thurocz.

Nel 1447 Hunyadi marciò sulla Valacchia per riportarla definitivamente sotto il dominio dell'Ungheria. Il voivoda Vlad Dracul venne decapitato, suo figlio Mircea II venne accecato e sepolto vivo. Sconfitti i Drăculești, il Cavaliere Bianco mise sul trono di Valacchia Vladislav II.
Nel 1448 Hunyadi riprese le operazioni contro i turchi, guadagnandosi così una catena d'oro ed il titolo di principe da Papa Niccolò V. Il Cavaliere Bianco marciò sulla Moldavia e rimise sul trono il voivoda Petru II, occupando poi il porto fortificato di Chilia (Kilija). In giugno, Murad II sferrò un attacco anfibio congiunto a Costantinopoli e Chilia ma venne sconfitto su entrambi i fronti. In settembre, Hunyadi oltrepassò il Danubio e mosse verso sud, per congiungersi con Skanderbeg, mentre il suo fratellastro Mihály Szilágyi sconfiggeva in Valacchia i Turchi di Vidin. I complotti di Branković, che intercettò i rinforzi albanesi dell'Ungheria, costarono però ad Hunyadi la sconfitta nella Seconda battaglia del Kosovo (17-20 ottobre 1448). Lo stesso Giovanni venne catturato da Branković, che lo rinchiuse nelle segrete di Smederevo, salvo poi essere liberato da una spedizione punitiva ungherese.
Nel 1450, a Bratislava, Hunyadi riaprì i negoziati con l'imperatore Federico III per la libertà del re Ladislao. Un accordo non venne però raggiunto, così la nobiltà (capeggiata dal conte di Celje), accusò Giovanni di aver cospirato contro il re per mantenere il controllo del paese. Per discolparsi, Hunyadi rinunciò alla carica di reggente.
Nel 1453 Ladislao il Postumo, finalmente libero sovrano dell'Ungheria, nominò Giovanni conte di Beszterce-Naszód e capitano generale del regno, arricchendo lo stemma araldico di Hunyadi con i “Leoni di Beszterce”.

### Belgrado

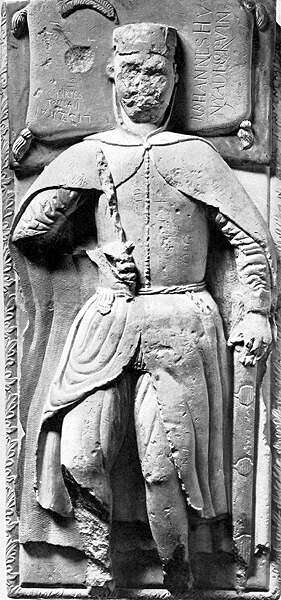
La tomba di Hunyadi nella cattedrale cattolica di Alba Iulia

Una volta conquistata Costantinopoli (1453), il sultano Maometto II rivolse la sua attenzione verso l'Ungheria. Suo primo obiettivo fu Belgrado, la cui imponente fortezza precludeva l'accesso al cuore dell'Europa centrale. Cinta d'assedio dai turchi, Belgrado venne soccorsa da Hunyadi al volgere del 1455. A proprie spese, Giovanni armò e rifocillò la città, lasciandovi poi una guarnigione al comando del fratellastro Mihály e di suo figlio László. Assoldò una nuova armata ed armò una flotta di duecento navi, mentre la fiera predicazione del frate francescano Giovanni da Capestrano radunava intorno a lui volontari crociati provenienti dal basso volgo, armati di falci e forconi.
Il 14 luglio 1456 la flotta di Hunyadi distrusse le navi ottomane. Il 21 luglio le forze al comando di Szilágyi respinsero l'assalto dell'armata turca di Rumelia, permettendo ad Hunyadi di muovere un assalto al campo nemico. Dopo un breve quanto sanguinario scontro, il sultano fu costretto alla fuga, lasciando Giovanni Hunyadi padrone del campo.
L'11 agosto dello stesso anno Hunyadi, colpito dalla peste diffusasi nel suo accampamento, si spense. Venne sepolto nella cattedrale cattolica di Alba Iulia, in Transilvania.

## Riconoscimenti
Giovanni Hunyadi è oggi considerato un eroe nazionale ungherese. Una statua del Cavaliere Bianco è stata posta nel colonnato della piazza degli Eroi di Budapest.
Il nome del condottiero è anche citato nel romanzo I ragazzi della via Pál di Ferenc Molnár: al termine della battaglia, per onorare l'abilità ed il coraggio del loro comandante, i ragazzi appartenenti alla Società dello stucco deliberano di aggiungere nei loro libri di storia, accanto al nome di János Hunyadi, la dicitura a penna "e János Boka".

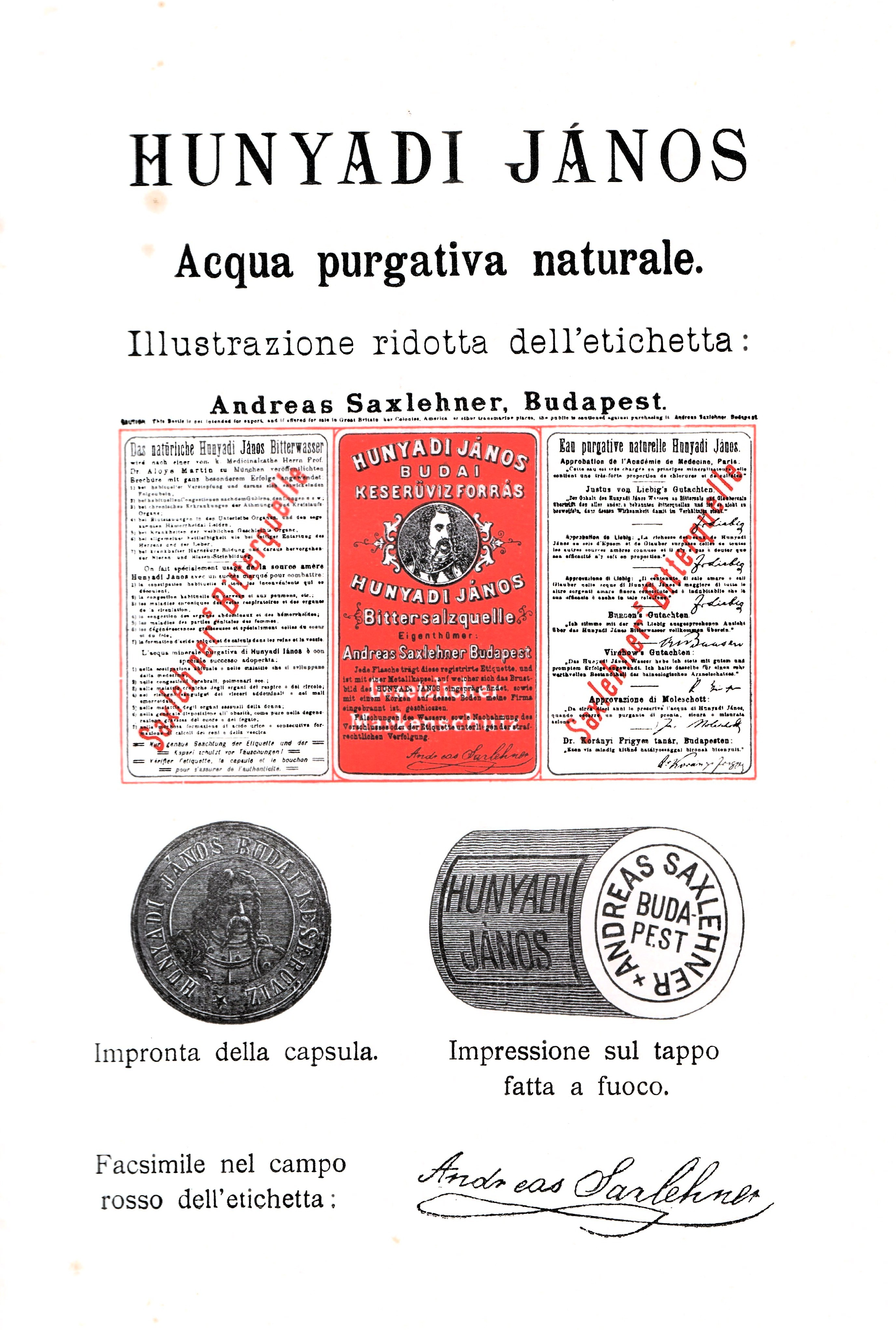
Acqua minerale Hunyadi Janos, pagina pubblicitaria del 1912 tratta dall'annuario "Il Progresso Terapeutico"

## Attribuzioni
Nel 1863 il mercante ungherese Saxlehner András scoprì nelle colline nei pressi di Buda una fonte di acqua ricca di solfati di sodio e di magnesia; intuitene le potenzialità commerciali, acquistò il terreno e avviò la produzione di un'acqua minerale purgativa dalle significative proprietà terapeutiche alla quale fu attribuito il nome di "Hunyadi Janos", in onore del famoso condottiero che sconfisse i Turchi. Tale acqua fu studiata dai chimici tedeschi Bunsen e Fresenius. Nel 1913 la maggior parte delle bottiglie prodotte veniva esportata in tutto il mondo. In Italia il logo riportante l'effigie del generale ungherese divenne parte integrante del frontespizio della collana medica "Il Progresso Terapeutico", pubblicazione indirizzata ai medici italiani edita dalla casa Andreas Saxlehner negli anni dal 1897 al 1948.